# Tableau des médailles des Jeux olympiques d'hiver de 2010

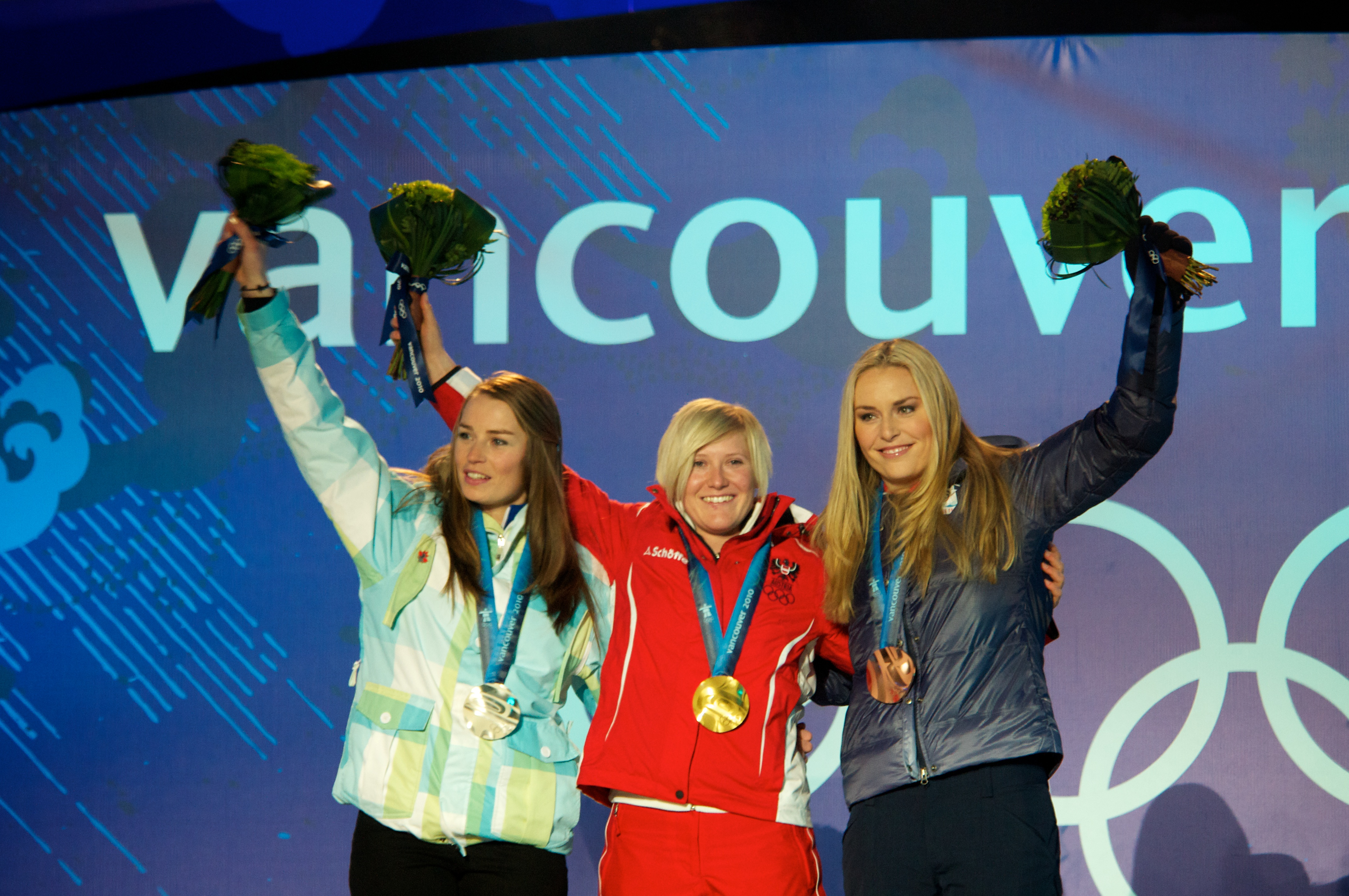
De gauche à droite : Tina Maze de Slovénie (argent), Andrea Fischbacher d'Autriche (or) et Lindsey Vonn des États-Unis (bronze) lors de la remise des médailles du Super-G féminin en ski alpin.

Le tableau des médailles des Jeux olympiques d'hiver de 2010 est le classement des nations par nombre de médailles d'or remportées aux Jeux olympiques d'hiver de 2010, qui se sont déroulés du 12 au 28 février 2010 à Vancouver, en Colombie-Britannique, au Canada. 2632 athlètes de 82 nations ont participé à ces jeux, à travers 86 compétitions et quinze disciplines différentes.
Un total de 26 nations, sur les 82 pays participants, ont remporté au moins une médaille, laissant 56 nations sans médaille, et 19 de ces pays ont remporté une médaille d'or. C'est la première fois dans l'histoire que le Canada est médaillé d’or dans une édition des Jeux olympiques dont il est l'organisateur, puisque ni lors des Jeux olympiques d'été de 1976 à Montréal, ni lors des Jeux olympiques d'hiver de 1988 à Calgary, des athlètes canadiens n'avaient décroché une première place dans une discipline. De plus, le Canada termine les jeux en tête du classement des médailles d'or, ce qui en fait le deuxième pays organisateur, après la Norvège en 1952, à être en tête du tableau des médailles de l'histoire des Jeux. En outre, le Canada bat, avec 14 médailles, le record du nombre de médailles d'un pays organisateur lors d'une édition des Jeux Olympiques, ce record, s'élevant précédemment à 10, ayant été réalisé par la Norvège en 1994 et par les États-Unis en 2002. Le Canada bat également le record de médailles d'or remportées en une seule édition des Jeux olympiques, auparavant détenu par l'Union soviétique et la Norvège avec 13 médailles.
Les États-Unis se classent à la première position en nombre total de médailles - c'est la deuxième fois qu'ils réalisent cette performance lors de Jeux olympiques d'hiver - et battent, avec un total de 37 médailles, le record du nombre total de médailles remportées lors d'une édition de Jeux olympiques d'hiver, celui-ci étant détenu par l'Allemagne depuis 2002. La Slovaquie et la Biélorussie remportent pour la première fois de leur histoire une médaille d'Or lors d'une édition des Jeux olympiques d'hiver.
La fondeuse norvégienne Marit Bjørgen est la sportive la plus médaillée de ces jeux, avec trois médailles d'or, une médaille d'argent et une médaille de bronze. La patineuse de vitesse en piste courte chinoise Wang Meng l'égale en nombre de médaille d'or.

## Tableau des médailles
Le tableau du classement des médailles par pays se base sur les informations fournies par le Comité international olympique (CIO) et est en concordance avec la convention du CIO relative aux classements des médailles. Par défaut, c’est le classement suivant le nombre de médailles d'or remportées par pays (à savoir une entité nationale représentée par un Comité national olympique) qui prévaut. A nombre égal de médaille d'or, c'est le nombre de médailles d'argent qui est pris en considération. A nombre égal de médaille d'argent, c'est le nombre de médailles de bronze qui départage deux nations. En cas d’égalité toutes médailles confondues, les nations occupent le même rang dans le classement et sont listées par ordre alphabétique.
Au cours de ces jeux, deux médailles d'argent ont été attribuées en biathlon hommes dans l'épreuve du 20 km individuel. Aucune médaille de bronze n'a donc été décernée pour cette épreuve.
- Pays organisateur (Canada)

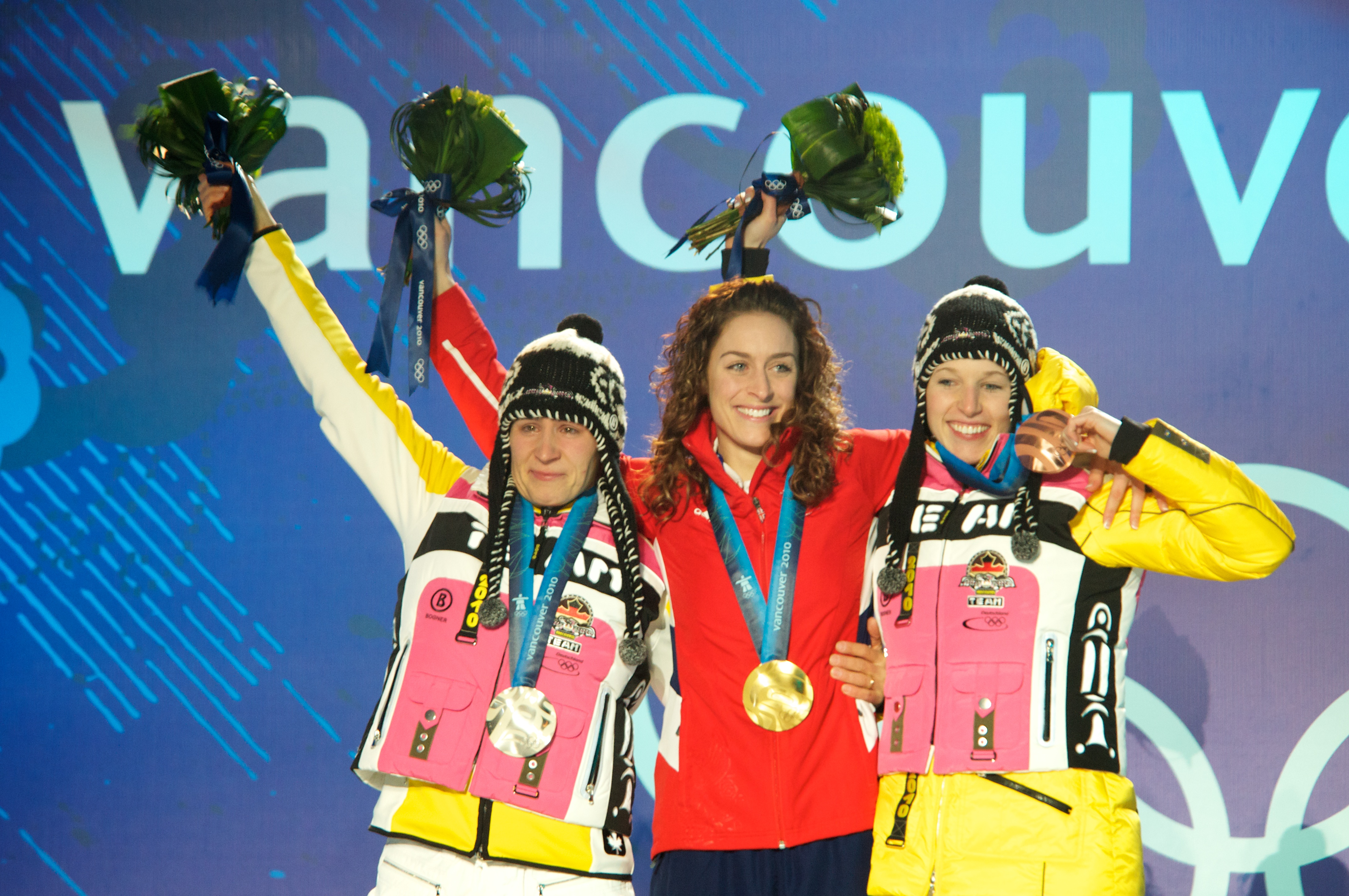
De gauche à droite : Kerstin Szymkowiak pour l'Allemagne (argent), Amy Williams pour la Grande-Bretagne (or) et Anja Huber pour l'Allemagne (bronze) lors de la remise des médailles de l'épreuve féminine de skeleton.

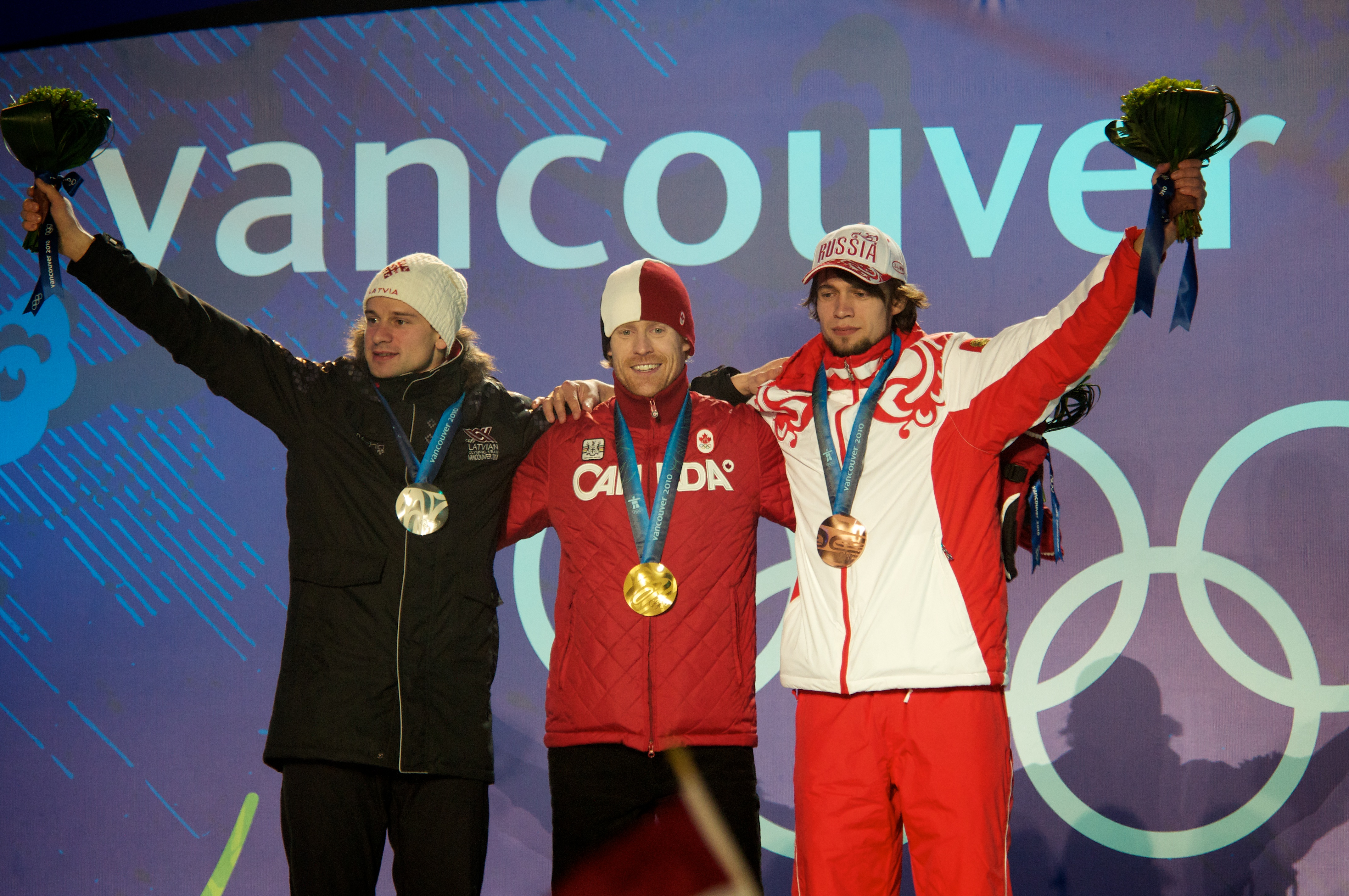
De gauche à droite : Martins Dukurs pour la Lettonie (argent), Jon Montgomery pour le Canada (or) et Alexander Tretiakov pour la Russie (bronze) lors de la remise des médailles de l'épreuve masculine de skeleton.

| Rang  | Nation             | Or | Argent | Bronze | Total |
| ----- | ------------------ | -- | ------ | ------ | ----- |
| 1     | Canada             | 14 | 7      | 5      | 26    |
| 2     | Allemagne          | 10 | 13     | 7      | 30    |
| 3     | États-Unis         | 9  | 15     | 13     | 37    |
| 4     | Norvège            | 9  | 8      | 6      | 23    |
| 5     | Corée du Sud       | 6  | 6      | 2      | 14    |
| 6     | Suisse             | 6  | 0      | 3      | 9     |
| 7     | Suède              | 5  | 2      | 5      | 12    |
| 8     | Chine              | 5  | 2      | 4      | 11    |
| 9     | Autriche           | 4  | 6      | 7      | 17    |
| 10    | Pays-Bas           | 4  | 1      | 3      | 8     |
| 11    | France             | 3  | 2      | 6      | 11    |
| 12    | Russie             | 2  | 5      | 6      | 13    |
| 13    | Australie          | 2  | 1      | 0      | 3     |
| 14    | République tchèque | 2  | 0      | 4      | 6     |
| 15    | Pologne            | 1  | 3      | 2      | 6     |
| 16    | Slovaquie          | 1  | 2      | 0      | 3     |
| 17    | Italie             | 1  | 1      | 3      | 5     |
| 18    | Biélorussie        | 1  | 1      | 1      | 3     |
| 19    | Grande-Bretagne    | 1  | 0      | 0      | 1     |
| 20    | Japon              | 0  | 3      | 2      | 5     |
| 21    | Croatie            | 0  | 2      | 1      | 3     |
| 21    | Slovénie           | 0  | 2      | 1      | 3     |
| 23    | Lettonie           | 0  | 2      | 0      | 2     |
| 24    | Finlande           | 0  | 1      | 4      | 5     |
| 25    | Estonie            | 0  | 1      | 0      | 1     |
| 25    | Kazakhstan         | 0  | 1      | 0      | 1     |
| Total | Total              | 86 | 87     | 85     | 258   |

## Sportifs les plus médaillés
| Athlète               | Pays               | Sport                                | Médaille d'or, Jeux olympiques | Médaille d'argent, Jeux olympiques | Médaille de bronze, Jeux olympiques | Total |
| Marit Bjørgen         | Norvège            | Ski de fond                          | 3                              | 1                                  | 1                                   | 5     |
| Wang Meng             | Chine              | Patinage de vitesse sur piste courte | 3                              | 0                                  | 0                                   | 3     |
| Petter Northug        | Norvège            | Ski de fond                          | 2                              | 1                                  | 1                                   | 4     |
| Magdalena Neuner      | Allemagne          | Biathlon                             | 2                              | 1                                  | 0                                   | 3     |
| Emil Hegle Svendsen   | Norvège            | Biathlon                             | 2                              | 1                                  | 0                                   | 3     |
| Lee Jung-Su           | Corée du Sud       | Patinage de vitesse sur piste courte | 2                              | 1                                  | 0                                   | 3     |
| Martina Sáblíková     | République tchèque | Patinage de vitesse                  | 2                              | 0                                  | 1                                   | 3     |
| Stephanie Beckert     | Allemagne          | Patinage de vitesse                  | 1                              | 2                                  | 0                                   | 3     |
| Aksel Lund Svindal    | Norvège            | Ski alpin                            | 1                              | 1                                  | 1                                   | 3     |
| Bode Miller           | États-Unis         | Ski alpin                            | 1                              | 1                                  | 1                                   | 3     |
| Justyna Kowalczyk     | Pologne            | Ski de fond                          | 1                              | 1                                  | 1                                   | 3     |
| Gregor Schlierenzauer | Autriche           | Saut à ski                           | 1                              | 0                                  | 2                                   | 3     |
| Johan Olsson          | Suède              | Ski de fond                          | 1                              | 0                                  | 2                                   | 3     |
| Johnny Spillane       | États-Unis         | Combiné nordique                     | 0                              | 3                                  | 0                                   | 3     |

## Sources
- (en) Cet article est partiellement ou en totalité issu de l’article de Wikipédia en anglais intitulé « 2010 Winter Olympics medal table » (voir la liste des auteurs).